# Baco Blanc
Baco Blanc ist eine Weißweinsorte. Sie wurde hauptsächlich als Keltertraube und für die Produktion von Rosinen verwendet.

## Abstammung
Es handelt sich um eine Neuzüchtung zwischen Folle Blanche x Noah; aufgrund des Anteils der Sorte Noah handelt es sich um eine interspezifische Sorte. Die Kreuzung der Hybridrebe erfolgte im Jahr 1898 durch den französischen Rebzüchter François Baco.

## Verbreitung
Bis zum Anfang der 1970er-Jahre war sie der Hauptbestandteil des Weinbrands Armagnac und wurde dann durch das generelle EU-Verbot von Hybridreben von der Rebsorte Ugni Blanc abgelöst. Sie wurde seitdem stark gerodet und war offiziell nur noch bis Ende 2010 zugelassen. Nachdem bei der Erhebung im Jahr 1958 noch 24.427 ha Rebfläche erhoben wurden, waren es laut der letzten Erhebung von ONIVINS waren im Jahr 2007 nur noch 827 ha, die im Südwesten Frankreichs mit Baco Blanc bestockt waren.
Der amerikanische Weinbau-Pionier und Zeitungsredakteur Philip Wagner importierte einige der Rebsorten aus der Zucht von François Baco und verkaufte Baco Blanc sehr erfolgreich an Weinbauregionen an der Ostküste der USA. Man findet sie auch in Kanada und Neuseeland.
Gemäß einem Dekret vom 18. April 2008 gehört die Rebsorte wieder zu den offiziell zugelassenen Rebsorten für den gewerblichen Anbau, da im Erbgut der Pflanze Anteile der Edelrebe Vitis vinifera enthalten sind (vom Kreuzungspartner Folle Blanche).

## Ampelographische Sortenmerkmale
- Die Triebspitze ist offen. Sie ist stark weißwollig mit ganz leicht rötlichem Anflug behaart. Die gelblichen Jungblätter sind feinflammig behaart.
- Die dunkelgrünen Blätter sind meist dreilappig und nur leicht gebuchtet. Die Stielbucht ist V-förmig offen. Der Blattrand ist gesägt mit großen BZähnen. Die Blattoberfläche (auch Spreite genannt) ist blasig derb.
- Die walzenförmige Traube ist mittelgroß und lockerbeerig. Die rundlichen Beeren sind mittelgroß und von gelbgoldener Farbe. Die Beeren haben den typischen Fox-Ton der Hybridreben.

Reife: Baco Blanc reift ca. 20 Tage nach dem Gutedel und gehört damit zu den Rebsorten der zweiten Reifungsperiode (siehe das Kapitel im Artikel Rebsorte).

## Eigenschaften
Sie neigt zu Phytoplasmabefall. Der Phytoplasmenbefall führt zu Vergilbungskrankheiten wie die Goldgelbe Vergilbung (franz.: Flavescence dorée) oder auch die Schwarzholzkrankheit.

## Synonyme
22 A Baco, Baco 22 A, Baco 22-A, Baco 221, Baco Alb, Baco Blanche, Maurice Baco, Piquepoul De Pays, Piquepoul Du Ger.